# Astragalus podocarpus
Astragalus podocarpus är en ärtväxtart som beskrevs av Carl Anton von Meyer. Astragalus podocarpus ingår i släktet vedlar, och familjen ärtväxter. Inga underarter finns listade i Catalogue of Life.